# Linares CF
A Linares CF, teljes nevén Linares Club de Fútbol egy már megszűnt spanyol labdarúgócsapat. A klubot 1960-ban alapították, harminc évvel később szűnt meg. Jogutódja a CD Linares.

## Statisztika
| Szezon      | Osztály    | Poz. | Copa del Rey |
| ----------- | ---------- | ---- | ------------ |
| 1960-61-től | Regionális | —    |              |
| 1964-65-ig  | Regionális | —    |              |
| 1965/66     | 3ª         | 11.  |              |
| 1966/67     | 3ª         | 7.   |              |
| 1967/68     | 3ª         | 5.   |              |
| 1968/69     | 3ª         | 11.  |              |
| 1969/70     | 3ª         | 10.  |              |
| 1970/71     | Regionális | —    |              |
| 1971/72     | 3ª         | 16.  |              |
| 1972/73     | 3ª         | 1.   |              |
| 1973/74     | 2ª         | 20.  |              |
| 1974/75     | 3ª         | 3.   |              |
| 1975/76     | 3ª         | 4.   |              |
| 1976/77     | 3ª         | 4.   |              |

| Szezon  | Osztály | Poz. | Copa del Rey |
| ------- | ------- | ---- | ------------ |
| 1977/78 | 2ªB     | 14.  |              |
| 1978/79 | 2ªB     | 9.   |              |
| 1979/80 | 2ªB     | 1.   |              |
| 1980/81 | 2ª      | 12.  |              |
| 1981/82 | 2ª      | 15.  |              |
| 1982/83 | 2ª      | 14.  |              |
| 1983/84 | 2ª      | 17.  |              |
| 1984/85 | 2ªB     | 9.   |              |
| 1985/86 | 2ªB     | 14.  |              |
| 1986/87 | 3ª      | 1.   |              |
| 1987/88 | 2ªB     | 6.   |              |
| 1988/89 | 2ªB     | 3.   |              |
| 1989/90 | 2ªB     | 7.   |              |

## Ismertebb játékosok
| - Roberto Romero - Horacio Agostinelli - Ricardo Martínez - Omar Sánchez - Mario Véner - Stjepan Milardović - Wolfgang Koch - Antonio Vara - Adriano Cano | - Manuel Preciado - Víctor Celso - Rafael Benítez - Manuel Mesa - Francisco Pariente - Manuel Toledano - Peio Agirreoa - José Luis Sarabia - Juan De Ramos |